# Nešumska vegetacija Hrvatske
Prirodnu (klimazonalnu) vegetaciju Hrvatske najvećim dijelom čine šume. Tako bi bez antropogenog utjecaja gotovo cijela površina Hrvatske bila prekrivena šumama. Prirodna nešumska vegetacija prisutna je u Hrvatskoj jedino na području Baranje, gdje prirodno rastu stepski travnjaci, a djelomično i na velikim nadmorskim visinama, gdje se razvijaju planinski travnjaci. Svi ostali tipovi nešumske vegetacije nastali su djelovanjem čovjeka (antropogenim utjecajem), u prvom redu sječom i paljenjem prvotne šumske vegetacije.

## Vegetacija šikara
Ovaj tip vegetacije obuhvaća šikare, šibljake i garige ili bušike. To su antropogene ili sekundarne biljne zajednice nastale uništavanjem šuma.
U nizinskom kontinentalnom području Hrvatske šikare su stvorene uz rubove šuma, livada, polja i puteva. Najčešće vrste su svibovina (Cornus sanguinea), kalina (Ligustrum vulgare), trnina (Prunus spinosa), pasja ruža (Rosa canina), žutika (Berberis vulgaris), pavitina (Clematis vitalba) i dr.
U submediteranskom području nastali su šibljaci drače (Paliurus spina-christi) ili dračici (Vidi odlomak o šumama hrasta medunca i bijelog graba u članku Mediteransko-litoralni pojas).
U eumediteranskom vazdazelenom području stvorene su termofilne i heliofilne šikare nazvane garizi ili bušici. Više u odlomku o šumama hrasta crnike (Mediteransko-litoralni pojas).

## Vegetacija sječina
Vegetacija šumskih sječina specifična je po tome što se razvija u uvjetima s više svjetla, jer je drveće posječeno i na tlima bogatijim hranjivim tvarima koje se oslobađaju truljenjem preostalih dijelova drveća (lišće, granje). Ovaj tip vegetacije je prijelazan; ako se sječina zapusti, sukcesijom preko stadija šikare prelazi ponovno u šumu; ako se krčenje nastavi, mogu nastati razni tipovi otvorenih staništa.
Neke od karakterističnih vrsta sječina su kolotoč (Telekia speciosa), kiprej (Chamaenerion angustifolium), velebilje (Atropa belladonna), konopljuša (Eupatorium cannabinum), kopriva (Urtica dioica), bazga (Sambucus nigra), te habdovina (Sambucus ebulus).

## Vegetacija visokih zeleni
To je vegetacija visokih (1-3 m) zeljastih biljaka, često s vrlo velikim lišćem, razvijena u zoni subalpskih bukovih šuma i klekovine bora krivulja, i to na mjestima gdje je zbog dugog zadržavanja snijega nemoguć razvoj šumske vegetacije. To su najčešće ponikve, podnožja stijena, rubovi točila i planinskih jezeraca. Ova inače primarna vegetacija proširila se i na sekundarna staništa nastala djelovanjem čovjeka, kao što su šumske sječine, rubovi šuma i mjesta paljevina. No, vegetacija visokih zeleni razvijena na sekundarnim, antropogenim staništima, razlikuje se od prirodne ne samo po postanku nego i po sinekologiji, procesima sukcesije i sastavu vrsta, u kojem gotovo da nema reliktnih i endemičnih vrsta.
Vegetaciju visokih zeleni čine uglavnom robustne vrste iz porodica štitarki (Apiaceae), glavočika (Compositae), žabnjakovke (Ranunculaceae) i ljiljanovke (Liliaceae). Česte vrste su austrijski divokozjak (Doronicum austriacum), mliječ (Cicerbita alpina), siva ljepika (Adenostyles alliariae), šumska sirištara  (Gentiana asclepiadea), oštrobridi jedić (Aconitum lycoctonum), europska planinčica (Trollius europaeus), šumska iglica (Geranium sylvaticum), šumska kozlačica (Thalictrum aquilegiifolium) kranjski ljiljan (Lilium carniolicum) i bosanski ljiljan (Lilium bosniacum) i dr.

## Travnjaci i vrištine
Travnjaci su biljne zajednice građene od zeljastih vrsta, među kojima prevladavaju predstavnici porodice trava (Poaceae). Koriste se kao pašnjaci ili livade košanice za dobivanje sijena. Trave su obilno zastupljene zato što im njihova anatomska građa omogućuje da se brzo oporave i nastave s rastom nakon što ih stoka odgrize ili budu pokošene. To su gospodarski izuzetno važni tipovi vegetacije, jer čine osnovu stočarstva.
Izuzetno su zanimljivi i botanički jer na njima raste velik broj specifičnih biljnih vrsta koje su vezane isključivo za taj tip staništa. Danas su neke od tih vrsta postale rijetke i ugrožene, i to iz više razloga. S jedne strane, proizvodnja na nizinskim travnjacima se intenzivira, oni se prihranjuju i kose i do tri puta godišnje. Vlažni nizinski travnjaci se isušuju, a dio ih se prevodi u oranice. Time se stvaraju vrlo jednolični životni uvjeti, djelovanje čovjeka je izrazito, pa to djeluje na smanjenje broja vrsta. S druge strane, mnogi brdski pašnjaci i livade se prestaju koristiti zbog nemogućnosti korištenja mehanizacije, niske produktivnosti, prestanka bavljenja stočarstvom ili jednostavno zbog iseljavanja ljudi i zapuštanja. Takve travnjake počinje prerastati šikara i šuma, pa biljke prilagođene na otvorena staništa nestaju.
S obzirom na veliku klimatsku i ekološku raznolikost Hrvatske, razlikujemo četiri velike grupe travnjaka.

### Primorski travnjaci (Thero-Brachypodietea)
U mediteranskom dijelu Hrvatske najčešći su suhi travnjaci i kamenjarski pašnjaci nastali degradacijom vazdazelenih šuma hrasta crnike, te listopadnih šuma bijelog graba i hrasta medunca. Kao trajni stadij održavaju se prvenstveno ispašom. Vlažni travnjaci koji se koriste kao livade košanice razvijeni su na poplavnim krškim poljima i u dolinama krških rijeka.
Zbog otplavljivanja tla, djelovanja vjetra, ljetne suše i požara, mnogi primorski travnjaci su vrlo oskudno obrasli, pa izgledaju poput kamenih pustinja (npr. otok Pag, Kornati).
Na mjestima gdje se zadržalo više tla, travnjaci su znatno gušće obrasli i bogatiji vrstama. Značajka primorskih pašnjaka je da imaju dva vegetacijska razdoblja godišnje, u proljeće nakon kiša i u jesen. Između je sušno ljetno razdoblje u kojem dolazi do potpunog prekida vegetacije. Na većim nadmorskim visinama, u zoni crnog graba, razvija se poseban tip kamenjarskih travnjaka izuzetno bogatih biljnim vrstama, od kojih su mnoge i endemične.

### Brdski i planinski travnjaci kopnenih područja (Festuco-BrometeaiElyno-Seslerietalia)
Obuhvaćaju suhe travnjake i kamenjarske pašnjake listopadnog dijela primorja i kopnenih brdskih i planinskih područja.
Brdski travnjaci uspravnog ovsika i srednjeg trputca (zajednica Bromo-Plantaginetum mediae) rasprostranjeni su zoni bukovih šuma u rasponu nadmorskih visina od 180 do 1300 m nadmorske visine. Razvijaju se na suhim i plitkim tlima iznad vapnenca ili dolomita. Koriste se kao livade košanice (koje se kose jednom godišnje) ili rjeđe kao pašnjaci. Izuzetno su bogate biljnim vrstama, tako da u vrijeme cvatnje izgledaju poput cvjetnog saga.
Planinski travnjaci (Seslerietalia tenuifoliae) ili rudine razvijaju se u uvjetima niske srednje godišnje temperature, velike količine oborina, dugih zima i kratkih ljeta. Razvijeni su u pojasu klekovine bora krivulja i subalpskih bukovih šuma, na staništima koja nisu pogodna za razvitak klekovine. Krčenjem i paljenjem klekovine proširili su se na velika područja naših planina.

### Nizinski travnjaci kopnenih područja (Molinio-Arrhenatheretea)
Dok u primorskim i planinskim područjima travnjaci služe uglavnom kao pašnjaci, u nizinskom području kontinentalne Hrvatske koriste se prvenstveno kao livade košanice.
S gospodarskog gledišta najbolji su oni travnjaci koji nisu previše, ali su još uvijek dovoljno vlažni da daju primjeren prihod i dodru kvalitetu krme. Takva je travnjačka zajednica runjavog zečjeg trna i ovsenice pahovke (Ononido-Arrhenatheretum elatioris) rasprostranjena na svježim, neutralnim do slabo kiselim tlima dovoljno opskrbljenim hranjivima. Takve livade kose se redovito dvaput godišnje, a ako je ljeto kišovito i triput. Za tu zajednicu značajne su vrste francuski ljulj (Arrhenatherum elatius), obična zobika, (Trisetum flavescens), livadna vlasulja (Festuca pratensis), livadna vlasnjača (Poa pratensis), obična rdobrada (Dactylis glomerata), razne vrste djetelina (Trifolium spp.), Proljetna ivančica (Leucanthemum vulgare), divlja mrkva (Daucus carota ssp. carota), kozja brada (Tragopogon) i mnoge druge. Zbog opsežnih hidromeliorativnih zahvata, ta se zajednica znatno proširila na račun poplavnih i močvarnih travnjaka.
Močvarna livada trave busike (Deschampsietum caespitose) rasprostranjena je na teškim, glinastim, za vodu slabo propusnim tlima Posavine. Mnoge vrste koje rastu na livadama pahovke rastu i na livadama busike, uz još niz močvarnih vrsta, kao što su npr. ljekovita milica (Gratiola officinalis), močvarni kaćun (Orchis palustris), ljetni drijemovac (Leucoium aestivum), obični sit (Juncus effusus) i razne vrste šaševa (Carex spp.).

### Vrištine i travnjaci na kiselim tlima
Vriština ili bujadnica se razvija nakon uništenja kestenovih i hrastovih šuma na jako kiselim tlima, pretežno u Lici, Gorskom kotaru i široj okolici Karlovca.
Vrištine su detaljnije opisane u odlomku o šumama pitomog kestena i hrasta kitnjaka (Brežuljkasti pojas).
U višim brdskim i gorskim područjima na jako kiselim tlima razvijaju se travnjaci srodni vrištinama, a pripadaju zajednici moravke i trave tvrdače (Arnico-Nardetum strictae). Moravka (Arnica montana) je biljka koja se sabire zbog ljekovitih svojstava, a kako je u Hrvatskoj ima vrlo malo, prijeti joj istrebljenje.

## Cretna vegetacija
Cretovi su posebne močvarne zajednice, u kojima glavnu ulogu imaju mahovine, a osobito razne vrste maha tresetara (Sphagnum). Na cretovima je bakterijska razgradnja usporena zbog kiselosti supstrata, tako da se odumrli biljni dijelovi gomilaju i s vremenom stvaraju treset. Redovno su vrlo siromašni hranjivim tvarima, pa na njima rastu biljke mesožderke, kao npr. Okruglolisna rosika (Drosera rotundifolia). Kako su cretovi tipična vegetacija sjeverne i atlantske Europe, oni su kod nas rijetki i predstavljaju reliktnu ledenodopsku vegetaciju. Zbog za njih nepovoljnih klimatskih prilika, razvijeni su vrlo malim površinama i prijeti im izumiranje.
Cretovi se razlikuju po nastanku i flornom sastavu, pa se obično mogu razlučiti visoki, prijelazni i niski cretovi. Visoki cretovi razvijaju se isključivo pod utjecajem oborinske vode, tj. biljke se vodom ne snabdijevaju iz podloge. Zbog nepovoljnih klimatskih prilika, visokih cretova u Hrvatskoj nema, a najbliži su u Sloveniji. 
Prijelazni cretovi ne snabdijevaju se samo oborinskom vodom, nego i podvirnom vodom kisele reakcije. Do danas su se održali na sasvim malim površinama u Dubravici u Hrvatskom zagorju, Blatuši (općina Gvozd) na Baniji, na nekoliko mjesta u Gorskom kotaru i Sunđerima na Velebitu.
Niski cretovi razvijaju se na bazičnoj podlozi, a navlažuju se podvirnom vodom alkalne reakcije. Postoje još u Gorskom kotaru, Lici, Velebitu, te okolici Plaškog.
Na cretovima rastu mnoge rijetke biljne vrste koje pridonose bogatstvu hrvatske flore, pa su stoga vrijedni zakonske zaštite.

## Močvarna i vodena vegetacija
Rubove tekućih i stajaćih slatkih voda (rijeka, potoka, jezera, kanala, bara) obrastaju zajednice biljaka močvarica i vodenjara (helofitska i hidrofitska vegetacija). Neke od čestih vrsta takvih staništa su busenasti šaš (Carex elata), ljutak (Cladium mariscus), ježinac (Sparganium neglectum), potočna pirevina (Glyceria fluitans).
Tamo gdje je voda nešto dublja, pa i za najsušeg razdoblja leži na površini, razvila se vegetacija tršćaka. Obično u gustim visokim skupinama rastu obična trska (Phragmites communis), širokolisni i uskolisni rogoz (Typha latifolia i Typha angustifolia), obični oblić (Scirpus lacustris), zatim žuta perunika (Iris pseudacorus), žabočun (Alisma plantago-aquatica), močvarna preslica (Equisetum palustre), te vodoljub (Butomus umbellatus).
U još dubljim slatkim vodama, dubine do nekoliko metara, rasprostranjene su zajednice vodenjara. Tu rastu biljke koje su zakorjenjene na dnu, a tijelo im je ili potpuno uronjeno u vodu ili na površini vode imaju plutajuće listove. Tom tipu vegetacije pripada bijeli lopoč (Nymphaea alba), žuti lokvanj (Nuphar lutea), orašac (Trapa natans), razne vrste mrijesnjaka (Potamogeton), voščika (Ceratophyllum demersum), te pršljenasti krocanj (Myriophyllum verticillatum).
Na mjestima gdje je voda preduboka za zakorjenjivanje biljaka rastu zajednice plutajućih biljaka. To su najčešće razne vrste vodenih leća (Lemna minor, L. gibba, L. trisulca, Wolffia arrhiza, Spirodela polyrrhiza).

## Vegetacija živih pijesaka
U Hrvatskoj su živi pijesci slabo zastupljeni, pa je shodno tome i pješčarska vegetacija oskudna. Obalni pijesci nalaze se na otoku Rabu (Lopar), Korčuli (Lumbarda) i Mljetu (Saplunara), a na kopnu najveće takvo stanište su Đurđevački peski u Podravini. U kršu stvaranje pijesaka nije moguće. Jedino se na jugoistočnoj obali Krka (Zarok) mogu naći pijesci građeni od kalcijevog karbonata.
"Živim" se nazivaju zbog pokretljivosti pješčane podloge. Pod utjecajem vjetra pijesak se premješta, pa nastaju pješčani humci poput morskih valova, sipine ili dine. Premda je i obalnim i kopnenim pijescima zajednička značajka gibljivost i stvaranje sipina, ipak je raslinje koje ih obrasta bitno različito. To je odraz zaslanjenosti obalnih pijesaka, dok su oni u unutrašnjosti isprani, a nalaze se i u drugom klimatskom području.
Zbog razvitka turizma primorska pješčarska vegetacija bitno se prorijedila, pa je nužna učinkovita zaštita. Neke od češćih vrsta primorskih pijesaka su Calystegia soldanella, Eryngium maritimum, Imperata cylindrica, Euphorbia peplis, te Echinophora spinosa.
Nekad velike površine “Podravske pustinje” danas su najvećim dijelom obrasle sađenim kulturama bijelog i crnog bora kako bi se spriječilo zatrpavanje polja, kuća itd. Samo manji dio koji je izdvojen i zaštićen kao specijalni rezervat nosi ostatke specifične pješčarske vegetacije. Neke od vrsta koje rastu na Đurđevačkim peskima su Corynephorus canescens, Festuca vaginata, Jasione montana, Potentilla arenaria, te Potentilla argentea.

## Vegetacija pukotina stijena
Pukotine stijena su specifična staništa na kojima vladaju teški životni uvjeti s malo sitnog tla u pukotinama i velikim dnevnim i godišnjim kolebanjima temperature i vlage.
Takva staništa osobito su brojna na velikom području hrvatskog krša. Procjenjuje se da površina klisura duž obale i u kanjonima krških rijeka iznosi 2750 km², tako da stijene u Hrvatskoj spadaju u najbrojnije i najveće u Europi. Tako su i zajednice stijena, nakon šumskih zajednica, najrašireniji tip vegetacije u Hrvatskoj. Pored toga, obalne klisure spadaju među najviše na svijetu. Tako njihova visina u Baški, Loparu i Hvaru, te na ušću Cetine i Omble iznosi 300 do 500 m, a na obali ispod Velebita i Biokova, te na Pelješcu 600 do 900 m. Takvi veliki visinski rasponi za posljedicu imaju da u različitim visinskim zonama rastu i različite biljne vrste, odnosno biljne zajednice, što je rijetkost na drugim obalama.
Na tim staništima rastu specifične biljke pukotinarke (hazmofiti), kojima pripadaju mnogi endemi hrvatske flore, kao što su hrvatska bresina (Micromeria croatica), prozorski zvončić (Campanula fenestrelata), istarski zvončić (Campanula istriaca), tommasinijev zvončić (Campanula tommasinii), kitajbelov jaglac (Primula kitaibeliana) i mnoge druge.

## Vegetacija točila (sipara)
S okomitih stijena utjecajem vlaženja, zagrijavanja i hlađenja otkida se manje ili veće kamenje i obrušava se u podnožje. Tamo se, ovisno o nagibu obronaka na podnožju stijene i veličini kamenja, to kršlje kotrlja bliže ili dalje, te se na obronku slaže, čime nastaje točilo. Tu mogu uspijevati samo biljke točilarke, odnosno njihove zajednice prilagođene takvom specifičnom staništu. Zajednice točilarki međusobno se razlikuju ovisno o geografskom položaju i nadmorskoj visini točila (primorska točila, planinska točila), utjecaju vjetra, trajanju snježnog pokrivača, količini sitnog tla među kamenjem i dr. Točila nalazimo duž Dinarida, u vrtačama i kanjonima, između klisura, na strmim obroncima i sl. Često su vrlo velika, pa čitave "rijeke" kamenog kršja puze niz obronke. Osobito su česta na stjenovitim obroncima Velebita, Dinare i Biokova, te u kanjonima Zrmanje, Cetine i Une. Obalna točila nastaju na vjetru (buri) eksponiranim istočnim obalama otoka Krka, Prvića, Golog, Raba i Paga. S obzirom na to da njihove donje dijelove erodiraju valovi, ona se ruše brže od planinskih točila na kopnu.
Kao i biljke stijena, i točilarke su pioniri vegetacije. One postupno razaraju kamenje, pa tako nastaje sitno tlo koje svojim korijenjem vežu biljke točilarke i umiruju gibljivu podlogu. Na taj način one stvaraju uvjete za naseljavanje biljaka kojima je potrebno povoljnije (mirnije) stanište. Biljke točilarke odlikuju se izuzetno razvijenim korijenskim sustavom, kojim se ukorjenjuju u dublje slojeve u kojima se zadržava voda. Pored toga, često imaju i puzeće stabljike i brojne pupove, koji omogućuju brzu obnovu biljke nakon oštećenja izazvanih kretanjem i odronjavanjem kamene podloge. Neke od poznatijih točilarki su mekinjak (Drypis spinosa), stijenjarska iglica (Geranium macrorhizum), ognjica (Iberis carnosa), te alpski lanilist (Linaria alpina). Na točilima rastu i naše endemične vrste malijevo devesilje (Seseli malyi) i dobro poznata velebitska degenija (Degenia velebitica). U Hrvatskoj je opisano ukupno 19 biljnih zajednica na točilima, a najčešće su zajednice na karbonatnim (pretežno vapnenačkim) točilima, kako u primorskim, tako i u planinskim područjima.

## Vegetacija pećina
Po svojim specifičnim stanišnim prilikama izdvaja se i vegetacija vlažnih, sjenovitih polupećina, gdje mali broj vrsta zelenih biljaka, prije svega alga, mahovina, kao i poneka paprat nalaze još dovoljno svjetlosti potrebne za fotosintezu.

## Korovna i ruderalna vegetacija
Na poljima, u vrtovima, vinogradima i drugdje gdje se uzgajaju različite biljke, rastu protiv čovjekove volje i mnogi korovi. Obično ih dijelimo na one u strnim žitima (na poljima pšenice, raži i dr.) i na okopavinske korove (na poljima kukuruza, krumpira i sl.).
Takva staništa predstavljaju posljednji, ekstremni primjer degradacije prirodne vegetacije. U Hrvatskoj je ta izrazito antropogena vegetacija slična kao i u ostalim dijelovima južne Europe. U florističkom sastavu prevladavaju kozmopoliti, a endemičnih i reliktnih vrsta uopće nema. 
Ruderalne zajednice šire se na smetlištima, gnojištima, uz nastambe, torove, rubove polja, naselja, ograda i putova, te na sličnim staništima na kojima ima dosta dušikovih spojeva.
S vrstama tih staništa svakodnevno se susrećemo, te su nam mnoge od njih dobro poznate, kao npr. kopriva (Urtica dioica), divlji pelin (Artemisia vulgaris), širokolisni trputac (Plantago major), lobode (Chenopodium spp.), šćirevi (Amaranthus spp.), te veliki čičak (Arctium lappa). S druge strane, mnogi od žitnih korova postaju sve rjeđi zbog upotrebe čistog sjemenog materijala i upotrebe herbicida. Donedavno široko rasprostranjene vrste, kao što su crveni mak turčinak (Papaver rhoeas), modri različak (Centaurea cyanus) i kukolj (Agrostemma githago) postaju sve rjeđe.